# Contrapposto
Contrapposto este un termen italian care înseamnă „contrapondere”. Este folosit în artele vizuale pentru a descrie o figură umană care stă în picioare fiind poziționată astfel încât greutatea se sprijină pe un picior, astfel încât umerii și brațele se răsucesc în afara axei față de șolduri și picioare în planul axial.
Apărut pentru prima dată în Grecia Antică la începutul secolului al V-lea î.Hr., contrapposto este considerat o evoluție crucială în istoria artei grecești antice (și, prin extensie, a artei occidentale), deoarece marchează prima dată în arta occidentală când corpul uman este folosit pentru a exprima o dispoziție psihologică. Stilul a fost dezvoltat și popularizat în continuare de sculptori în perioadele elenistică și a imperiului roman, a căzut în desuetudine în Evul Mediu, iar mai târziu a fost reînviat în timpul Renașterii. Statuia lui Michelangelo, David, una dintre cele mai emblematice sculpturi din lume, este un exemplu celebru de contrapposto.

## Definiție
Contrapposto a reprezentat o evoluție sculpturală importantă din punct de vedere istoric, deoarece apariția sa marchează prima dată în arta occidentală când corpul uman este folosit pentru a exprima o dispoziție psihologică mai relaxată. Acest lucru conferă figurii un aspect mai dinamic sau, alternativ, relaxat. În planul frontal, acest lucru are ca rezultat, de asemenea, niveluri opuse ale umerilor și șoldurilor, de exemplu: dacă șoldul drept este mai înalt decât cel stâng; în mod corespunzător, umărul drept va fi mai jos decât cel stâng, și invers. Aceasta poate cuprinde și tensiunea în momentul în care o figură trece de la a se odihni pe un anumit picior la a merge sau alerga pe el (așa-numita ponderare). Piciorul care poartă greutatea corpului este cunoscut sub numele de piciorul angajat, iar piciorul relaxat este cunoscut sub numele de piciorul liber. De obicei, piciorul angajat este drept sau foarte ușor îndoit, iar piciorul liber este ușor îndoit. Contrapposto este mai puțin accentuat decât curba în S, mai sinuoasă, și creează iluzia mișcării trecute și viitoare. Un studiu de urmărire a ochilor din 2019, arătând că contrapposto acționează ca un stimulent supranormal și crește atractivitatea percepută, a furnizat dovezi și o înțelegere a motivului pentru care, în prezentările artistice, zeițele frumuseții și ale iubirii sunt deseori reprezentate în postură contrapposto. Acest lucru este susținut ulterior într-un studiu de neuroimagistică. Termenul contrapposto poate fi, de asemenea, utilizat pentru a se referi la mai multe figuri care se află în contrapposto (sau în postură opusă) una față de cealaltă.

## Istorie

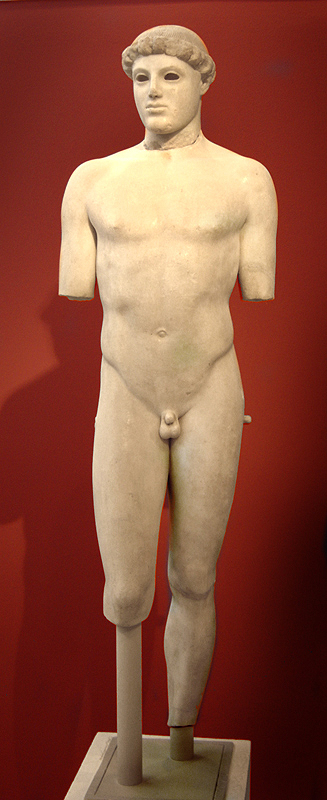
Băiatul Kritios. c. 480 î.HR., a fost prima statuie grecească cunoscută a fi folosit contrapposto.

### Clasică
Prima statuie cunoscută care a folosit contrapposto este Băiatul Kritios, c. 480 î.Hr., numită astfel deoarece a fost atribuită cândva sculptorului Kritios. Este posibil, chiar probabil, ca pentru statuile de bronz anterioare să se fi folosit această tehnică, dar nu au supraviețuit, iar Kenneth Clark a numit statuia „primul nud frumos din artă” Statuia este originală din marmură grecească și nu o copie romană.
Înainte de introducerea contrapposto-ului, statuile care dominau Grecia antică erau arhaicele kouros (bărbat) și kore (femeie). Contrapposto a fost folosit încă de la începuturile sculpturii clasice occidentale. Conform canonului sculptorului grec clasic Policleitos din secolul al IV-lea î.Hr., este una dintre cele mai importante caracteristici ale operelor sale figurative și ale succesorilor săi, Lysippos, Scopas etc. Statuile lui Policleitos (Discophoros („purtătorul de disc”) și Doryphoros („purtător de suliță”), de exemplu) sunt tineri atletici idealizați, atletici, cu simțul divin și surprinși în contrapposto. În aceste lucrări, pelvisul nu mai este axial cu statuia verticală, ca în stilul arhaic al sculpturii grecești anterioare băiatului Kritios.
Contrapposto poate fi văzut clar în copiile romane ale statuilor lui Hermes și Heracle. Un exemplu celebru este statuia de marmură Hermes și a pruncul Dionisos din Olympia, realizată de Praxiteles. De asemenea, poate fi văzut și în copiile romane ale amazoanelor lui Polyclitus.
Arta greacă punea accentul pe umanism, împreună cu mintea umană și frumusețea corpului uman. Tinerii greci se antrenau și concurau în concursuri atletice în pielea goală. O mare contribuție la postura contrapposto a fost conceptul de canon al proporțiilor, în care proprietățile matematice sunt folosite pentru a crea proporții.

### Renașterea
Contrapposto-ul clasic a fost reluat în arta Renașterii de către artiștii italieni Donatello și Leonardo da Vinci, urmați de Michelangelo, Rafael și alți artiști ai Renașterii înalte. Una dintre realizările Renașterii italiene a fost redescoperirea contrapposto-ului.

### Timpurile moderne
Tehnica continuă să fie folosită pe scară largă în sculptură. Cercetările psihologice moderne confirmă atractivitatea acestei posturi.

## Exemple

Exemple de contrapposto
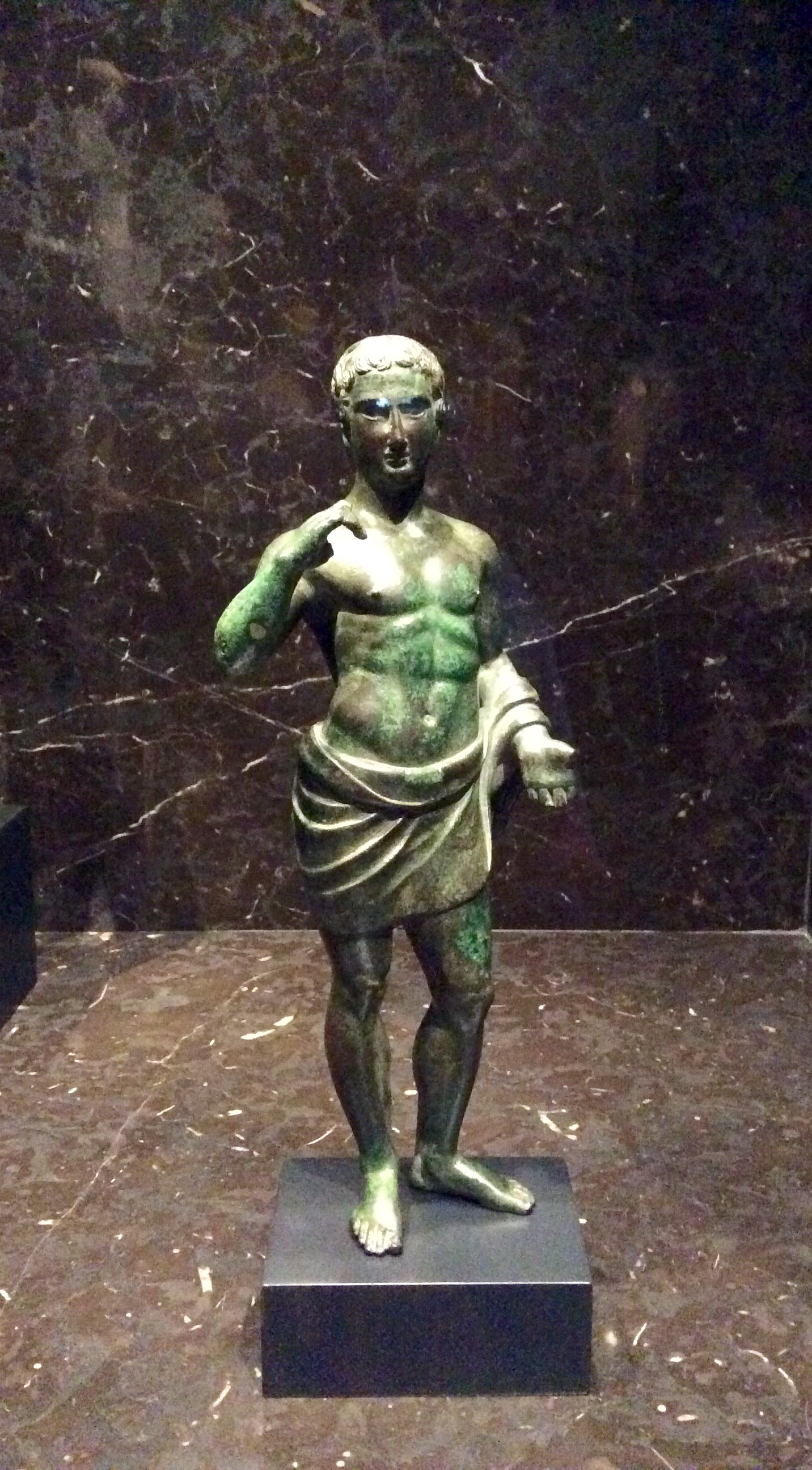
Statuetă etruscă, din Italia, secolele III - I î.Hr., bronz
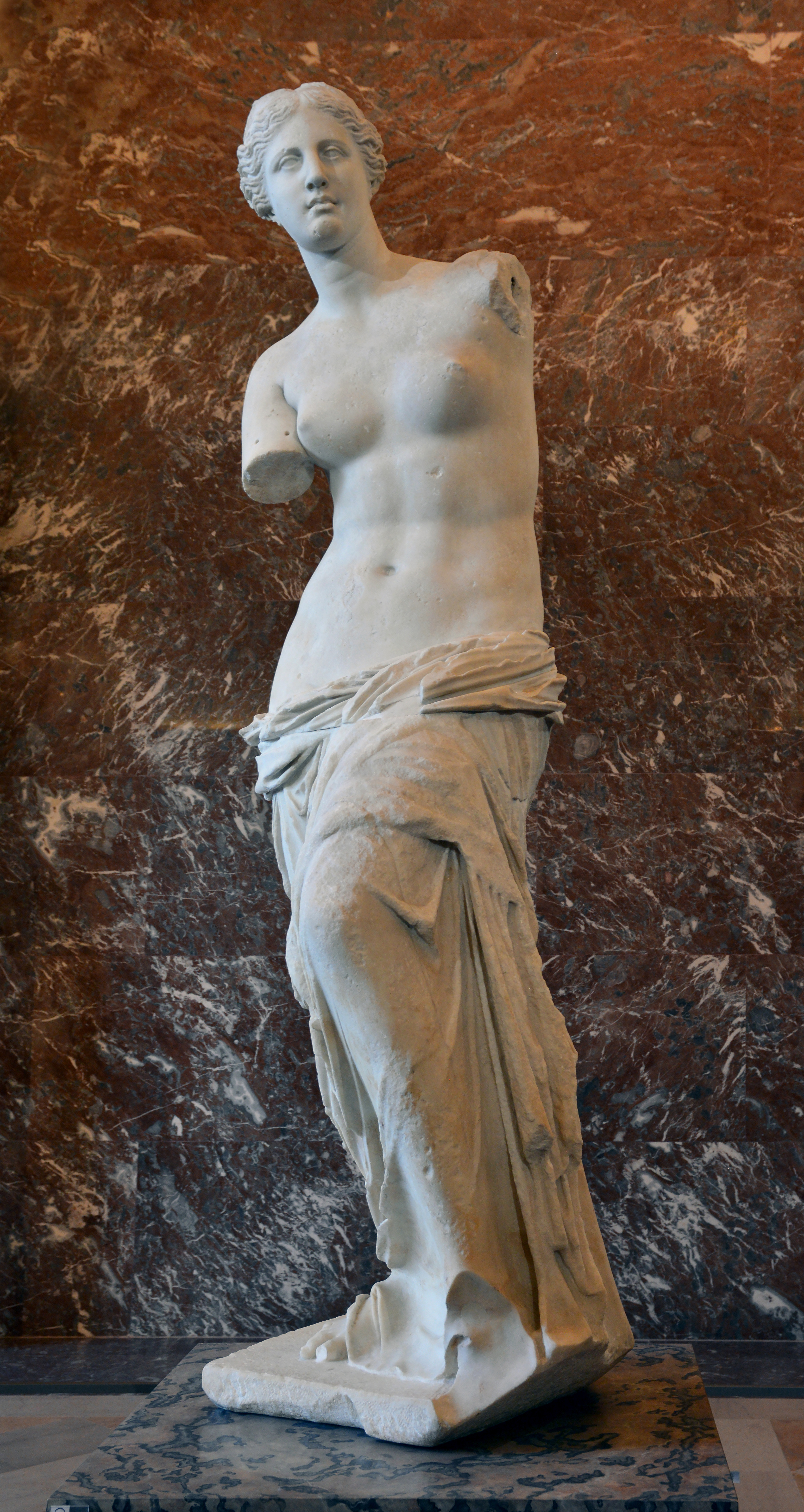
Venus din Milo Venus de Milo reprezintă o formă a corpului în formă de curbă S. Greacă, c. 130-100 î.Hr.
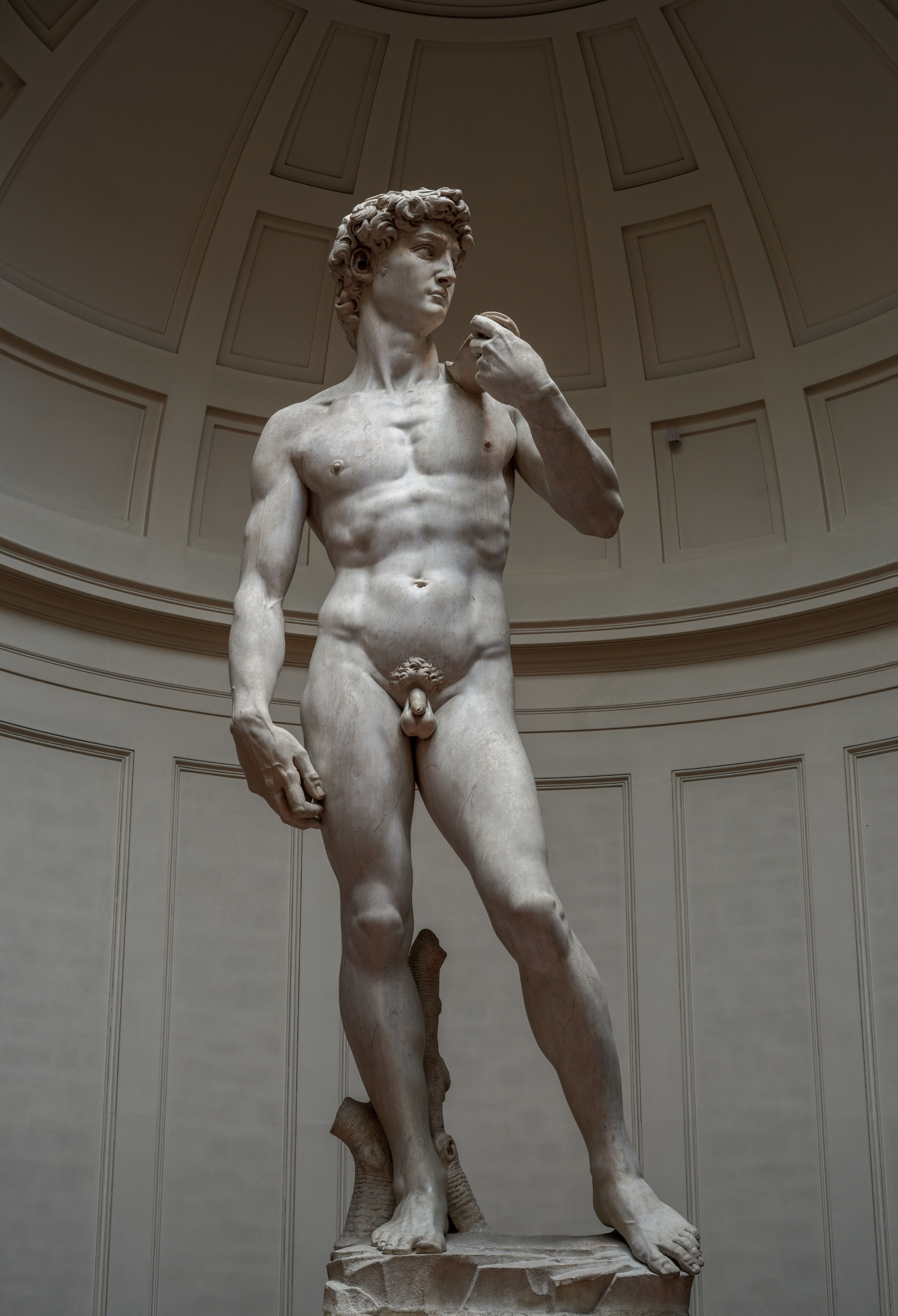
David, de Michelangelo, 1501–04. Se vede că umerii figurii sunt înclinați într-o direcție, iar pelvisul în alta.
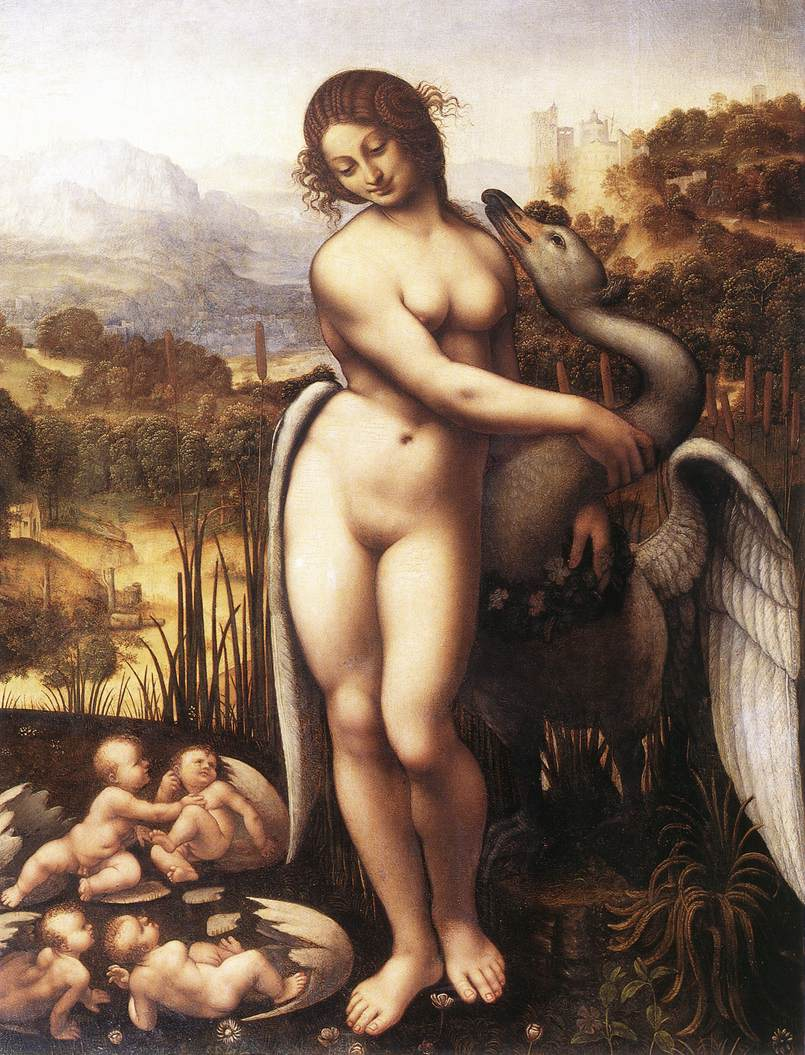
Leda și lebăda, copie de Cesare da Sesto după ce originalul realizat de Leonardo da Vinci a fost pierdut, 1515–20, ulei pe pânză, Wilton House, Anglia.